# Kpelle
Kpelle – grupa etniczna w Afryce Zachodniej, zamieszkująca głównie Liberię i południową Gwineę. Posługują się językiem kpelle z grupy mande.
Kpelle wyznają chrześcijaństwo, islam oraz tradycyjne religie animistyczne. Struktura społeczna opiera się na rodach patrylinearnych, praktykowana jest poligynia. Do tradycyjnych zajęć zalicza się rolnictwo (uprawa głównie manioku, ryżu, orzeszków ziemnych i trzciny cukrowej), w mniejszym zakresie również myślistwo i rybołówstwo, a także kowalstwo, garncarstwo i plecionkarstwo. Kpelle trudnią się także wyrobem masek.